# Evan Taubenfeld
Evan David Taubenfeld (ur. 27 czerwca 1983) – amerykański gitarzysta i wokalista pop-rockowy. Najbardziej znany jest ze współpracy z Avril Lavigne. Był jej głównym gitarzystą od wiosny 2002 roku do września 2004.
W lutym 2009 ukazało się lyric video do piosenki „Cheater Of The Year” (piosenka z nadchodzącego albumu). 31 Marca 2009 wyszedł pierwszy singiel Evana „Boy Meets Girl”, piosenka jest dostępna na iTunes i Amazon.com.
Taubenfeld urodził się w Baltimore, w stanie Maryland. Jego rodzice to Mark i Ami Taubenfeld. Jest Żydem. Evan rozpoczął swoją muzyczną karierę będąc perkusistą lokalnego zespołu The Suburbanites, był wtedy w siódmej klasie. Trzy lata później uczył się grać na gitarze i założył zespół Spinfire, w którym był głównym wokalistą i autorem piosenek, jednakże band rozpadł się w 2002 roku. Evan Taubenfeld w czerwcu 2001 roku ukończył McDonogh School w Owings Mills, w stanie Maryland, i zamierzał studiować na Berklee College of Music w Bostonie w Massachusetts, gdzie został przyjęty za pierwszym podejściem.
Później, w 2002 roku, Taubenfeld odbył rozmowę telefoniczną z wiceprzewodniczącym Arista Records, który poszukiwał ludzi do przesłuchania w Nowym Jorku z piosenkarką Avril Lavigne. Taubenfeld przesłuchiwany był jako perkusista i gitarzysta basowy, ponieważ pozycje gitarzystów były już zajęte i wiceprzewodniczący zaproponował mu kontrakt głównego gitarzysty i drugiego wokalu, kiedy tylko usłyszał próby gitarowe Evana w pokoju przesłuchań.
W czerwcu 2003 roku podczas trasy koncertowej z Lavigne, założył nowy zespół – o początkowej nazwie Ditch Ruxton. Ich pierwszy występ miał miejsce w Baltimore, w nocnym klubie Fletcher’s. Po tym zespół rozdzielił się na rok i nigdy nie odbył się drugi występ.
W maju 2004 roku Avril Lavigne wydała swój drugi album Under My Skin. Jej pierwszy singel, Don’t Tell Me, był współtworzony przez Evana. Oprócz tego Taubenfeld jest także współtwórcą piosenek Freak Out i Take Me Away. Do dwóch z tych piosenek (Don’t Tell Me i Freak Out) Evan grał na gitarze, perkusji i śpiewał chórki. Niedługo potem, Taubenfeld został pracownikiem (autor piosenek) EMI Music Publishing i opuścił zespół Avril we wrześniu 2004 roku, żeby dążyć do dokonania własnych przedsięwzięć.
W czerwcu 2006 roku Taubenfeld założył Big Evil Corp. Firma przede wszystkim rozpowszechniała publikacje i produkcje Evana.
W lutym 2007, kiedy ukazał się teledysk pierwszego singla Avril Lavigne z jej nowej płyty, Taubenfeld wystąpił w nim.
Evan wystąpił także w serialu Sabrina, nastoletnia czarownica, w filmie Jazda na maksa oraz filmie dokumentalnym Avril Lavigne – „My World” wydanym przez Arista Records
Taubenfeld razem z Lavigne napisał cztery piosenki do jej trzeciego, najnowszego albumu The Best Damn Thing. (Hot, Innocence, One of Those Girls, Contagious).
Evan jest producentem oraz współautorek kilku piosenek z najnowszego albumu Avril Lavigne „Goodbye Lullaby” (m.in. Push)
Evan Taubenfeld występuje w teledyskach Avril Lavigne: „Sk8er Boi”, „Complicated”, „Knockin’ on Heaven’s Door” „I’m With You” „My Happy Ending” „Losing Grip”, „Girlfriend”, „The Best Damn Thing” oraz „What The Hell”.
Jego solowa płyta wydana została w maju 2010 r. nosi nazwę „Welcome To The Blacklist Club” i zawiera piosenki takie jak:
Pumpkin Pie, Boy meets girl, Cheater of the year, Story of me and you, Waiting, Matter of time, It’s like that, Better than you oraz Evan way
W 2011 podczas wspólnej trasy z Avril Lavigne wykonali razem piosenkę Taubenfelda The Best Years Of Our Lifes, którą następnie nagrali w duecie. Utwór jest dostępny w internecie jako niezależny singiel.
9 maja 2013 ukazał się teledysk do nowego singla Avril Lavigne pod tytułem Here’s To Never Growing Up, w którym zagrał również Evan.